# Мили-
мили- (на латински: mille - хиляда) е десетична представка от система SI, въведена през 1795 г. Бележи се с m и означава умножение с 10-3 (0,001, една хилядна).
Примери:
900 ml = 900 × 10-3 l = 0,9 l
23 mm = 23 × 10-3 m = 0,023 m
450 mV = 450 × 10-3 V = 0,45 V